# Bomb Rush Cyberfunk
Bomb Rush Cyberfunk is een action-adventurespel ontwikkeld en uitgebracht door de Nederlandse computerspelontwikkelaar Team Reptile. Het spel werd in 2023 uitgebracht op pc en spelcomputers.

## Spel
In Bomb Rush Cyberfunk bestuurt de speler een personage dat deel uitmaakt van een graffiti-crew. Het doel is om de verschillende wijken van de stad te verkennen, tags te plaatsen, rivaliserende crews uit te dagen en de beste graffiti-crew van de stad te worden. De game bevat elementen van skateboarden, BMX'en en inline-skaten, waarmee de speler door de levels kan bewegen en tricks kan uitvoeren.
Het spel wordt vaak gezien als een spirituele opvolger van Sega's Jet Set Radio-games vanwege de vergelijkbare gameplay-elementen, visuele stijl en muziek. Beide games draaien om skaten, graffiti spuiten en rivaliserende bendes verslaan in een stedelijke omgeving.

### Verhaal
Het verhaal van Bomb Rush Cyberfunk begint met Faux, een bekende graffitikunstenaar die aan het begin van het spel uit een cel wordt bevrijd door Tryce, een andere graffitikunstenaar. Kort na zijn bevrijding wordt Faux echter onthoofd door een onbekende dader. De protagonist krijgt een cybernetisch hoofd als vervanging en staat vanaf dat moment bekend als Red. Reds doel is om zijn oorspronkelijke hoofd terug te krijgen en de dader te vinden. Het verhaal speelt zich af in een futuristische metropool genaamd New Amsterdam.

## Spelontwikkeling en -uitgave
De ontwikkeling van Bomb Rush Cyberfunk begon na de release van Team Reptile's vorige game, Lethal League Blaze, en werd onthuld in de zomer van 2020.
Aanvankelijk was het spel alleen gericht op hardlopen als bewegingsmethode. Later werden skateboards en BMX-fietsen toegevoegd na een suggestie van animator Niels Schaap, waardoor de gameplay meer diepgang en variatie kreeg.
De ontwikkeling van Bomb Rush Cyberfunk ondervond uitdagingen, vooral bij het creëren van een overtuigende 3D-openwereld, wat zorgen veroorzaakte over de omvang en complexiteit van het project. Spelregisseur Dion Koster benadrukte de noodzaak om nieuwe elementen zorgvuldig te overwegen om de kernmechanismen van de game intact te houden. Daarnaast moesten de ontwikkelaars wennen aan een groter team en ondervonden moeilijkheden bij het gebruik van Unity en Probuilder.
Om de gewenste kwaliteit te bereiken werd de uitgavedatum van de game uitgesteld van 2022 naar de zomer van 2023. Dit gaf het team extra tijd om de gameplay te verfijnen, bugs op te lossen en de algehele ervaring te polijsten. Na de succesvolle digitale uitgave in augustus 2023, kreeg Bomb Rush Cyberfunk op 5 december 2023 ook een fysieke uitgave.

## Soundtrack
De soundtrack van Bomb Rush Cyberfunk wordt gekenmerkt door een mix van muziekgenres, waaronder hiphop, funk en house. Deze is samengesteld door Dion Koster, de spelregisseur, en bevat nummers van verschillende artiesten, onder wie zowel nieuwkomers als gevestigde namen. De meeste nummers waren al eerder uitgebracht, maar er zijn ook enkele nummers speciaal voor het spel gemaakt. Een van de componisten is Hideki Naganuma, bekend van zijn werk aan de soundtracks van de originele Jet Set Radio-spellen.

## Ontvangst
Over het algemeen kreeg Bomb Rush Cyberfunk positieve recensies van critici. De gameplay, muziek en visuele stijl werden geprezen. Kritiek op de game richtte zich vooral op de gevechtsmechanismen, terwijl andere recensenten van mening waren dat Bomb Rush Cyberfunk te veel leunt op nostalgie en te sterke overeenkomsten vertoont met Jet Set Radio, wat ten koste gaat van zijn eigen identiteit.
In september 2024 werd Bomb Rush Cyberfunk genomineerd voor de Dutch Game Awards 2024 in de categorieën 'Best Art', 'Best Audio' en 'Best Game', en het won de prijs voor 'Best Art'.